# Агасікл
Агасікл (Гегекікл) (дав.-гр. Ἀγασικλῆς; д/н — бл. 550 до н. е.) — цар Спарти близько 575—550 роках до н. е.

## Життєпис
Походив з династії Евріпонтидів. Згідно Павсанія був сином царя Архідама I, за Геродотом — Гіппократид, син Анаксідама. Спільно з співцарем Левом продовжив війну проти міста-держави Тегея (Аркадія), розпочату за попередника. Проте спартанці зазнавали невдач, хоча за словами Геродота перемогали в усіх інших війнах. Яких саме невідомо. Разом з тим відповідно до Павсанія в державі протягом володарювання Агасікла панував мир.
Йому спадкував син Арістон.